# Félix Pérez Garrido
Félix Pérez Garrido (Jaén, 1918 va ser un polític i militar espanyol. Es va afiliar al Partit Comunista d'Espanya (PCE) en 1935.
Després de l'esclat de la Guerra civil es va enrolar en l'Exèrcit Popular de la República, arribant a exercir com a cap d'Estat Major de la 24a Brigada Mixta. Al final de la contesa es va exiliar a la Unió Soviètica, on treballaria en una fàbrica de Khàrkiv. Durant la Segona Guerra Mundial es va allistar com a voluntari a l'Exèrcit Roig, i fou condecorat amb l'Orde de la Guerra Patriòtica per les seves accions.
Posteriorment tornaria a Espanya. En les eleccions de 1977 va formar part de la candidatura del PCE per la circumscripció de Jaén.